# Blacus mischocytus
Blacus mischocytus är en stekelart som beskrevs av Van Achterberg 1976. Blacus mischocytus ingår i släktet Blacus, och familjen bracksteklar. Inga underarter finns listade.